# Humaira Asghar
 (juillet 2025).
Humaira Asghar Ali Chaudhry, née le 10 octobre 1983 à Lahore, présumée morte en octobre 2024 dont le corps et découvert en juillet 2025 à Karachi, est une actrice, mannequin et artiste de théâtre pakistanaise.

## Biographie
Née le 10 octobre 1983 à Lahore, Humaira Asghar Ali est diplômée en beaux-arts du National College of Arts et de l'université du Pendjab, dont un M. Phil. Elle se forme au théâtre, à la peinture et au graphisme, et est active dans les arts de la scène depuis son enfance.
Elle commence sa carrière en tant que mannequin en 2013 dans une agence à succès à Karachi.
Sa carrière théâtrale est prolifique, avec plus de 110 représentations sur scène avec des groupes tels que l'Ajoka Theatre et le Rafi Peer Theatre Workshop. 
Elle joue dans des séries télévisées telles que Just Married, Ehsaan Faramosh, Guru et Chal Dil Mere. Au cinéma, elle est apparaît dans le thriller d'action Jalaibee en 2015, puis dans Love Vaccine en 2021.
Elle devient célèbre après avoir remporté le prix Veet Miss Super Model en 2014 et être apparue dans l'émission de téléréalité Tamasha Ghar en 2022.
Humaira Asghar est découverte morte dans son appartement de Karachi près de neuf mois après son décès présumé en octobre 2024, l'affaire Humaira a choqué les fans et les autorités.